# Trefärgad vävare
Trefärgad vävare (Ploceus tricolor) är en fågel i familjen vävare inom ordningen tättingar.

## Utseende och läte
Trefärgad vävare gör skäl för sitt namn, med prydligt tecknad fjäderdräkt i svart, rött och gult. Svart huvud och undergump kontrasterar med mörkgrå eller rödaktig buk. Ovansidan är svart förutom en lysande guldgul trekantig fläck på ryggen. Bland lätena hörs mekaniska visslingar, raspande ljud och torrt tjatter, ibland kombinerande i en komplex sång.

## Utbredning och systematik
Trefärgad vävare delas in i två underarter:
- tricolor – Sierra Leone till sydöstra Guinea, Kamerun, Gabon och norra Angola
- interscapularis – fläckvist i norra och centrala Kongo-Kinshasa, Uganda och sydvästligaste Sydsudan; även nordvästra Angola

## Levnadssätt
Trefärgad vävare hittas i skogsområden och igenväxt jordbruksbygd, ofta nära översvämmande områden eller vatten. Där ses den högt uppe i tröden i smågrupper eller i artblandade flockar. Arten har ett mångfacetterat födosökningsbeteende, då den både plockar föda från växtligheten, fångar insekter i luften och klättrar uppför grenar och stammar likt en hackspett eller nötväcka.

## Status
Arten har ett stort utbredningsområde och beståndet anses stabilt. Internationella naturvårdsunionen IUCN listar den därför som livskraftig (LC).